# Lijst van schilderijen in het Rijksmuseum Amsterdam/Zn-Zz
Lijst van schilderijen in het Rijksmuseum Amsterdam met werken van schilders van wie de achternaam begint met de letters Zn t/m Zz. Vermeldingen in het grijs geven aan dat het werk geen deel meer uitmaakt van de collectie van het Rijksmuseum, bijvoorbeeld omdat het in bruikleen gegeven is aan een andere instelling of omdat het teruggegeven is aan de bruikleengever.
| Inventarisnummer | Toeschrijving          | Titel                                                                                      | Datering      | Afbeelding |
| ---------------- | ---------------------- | ------------------------------------------------------------------------------------------ | ------------- | ---------- |
| SK-A-3435        | Francesco Zugno        | De slapende Rinaldo door Amida met een bloemenkrans gekroond en Abraham en de drie engelen | 1750-1780     |            |
| SK-A-3436        | Francesco Zugno        | De slapende Rinaldo door Amida met een bloemenkrans gekroond en Abraham en de drie engelen | 1750-1780     |            |
| SK-A-2535        | Jan Zürcher            | De woudprediker                                                                            | 1880-1905     |            |
| SK-A-828         | Bernardus Zwaerdecroon | Portretten van François Leydecker en Digna de Maets                                        | 1646-1654     |            |
| SK-A-829         | Bernardus Zwaerdecroon | Portretten van François Leydecker en Digna de Maets                                        | 1640-1654     |            |
| SK-A-3363        | Willem de Zwart        | In de schuur                                                                               | 1877-1931     |            |
| SK-A-3361        | Willem de Zwart        | Stilleven met appels op een Delfts blauwe schaal                                           | 1880-1890     |            |
| SK-A-2283        | Willem de Zwart        | Jongenskop                                                                                 | Ca. 1880-1890 |            |
| SK-C-1681        | Willem de Zwart        | De Wagenbrug in Den Haag                                                                   | 1885-1895     |            |
| SK-A-3362        | Willem de Zwart        | Straat in Montmartre, Parijs, bij winter                                                   | 1885-1931     |            |
| SK-A-3364        | Willem de Zwart        | Hooiwagen                                                                                  | 1885-1931     |            |
| SK-A-3368        | Willem de Zwart        | De gevallen engel                                                                          | 1885-1931     |            |
| SK-A-2957        | Willem de Zwart        | Rijtuigen met wachtende koetsiers                                                          | 1890-1894     |            |
| SK-A-3503        | Willem de Zwart        | Weide met koeien                                                                           | 1895-1905     |            |
| SK-A-3504        | Willem de Zwart        | Weide met koeien                                                                           | 1895-1905     |            |
| SK-A-3367        | Willem de Zwart        | De zondvloed                                                                               | 1900-1931     |            |
| SK-A-3505        | Willem de Zwart        | Adam en Eva in het paradijs                                                                | 1900-1931     |            |
| SK-A-3365        | Willem de Zwart        | De kruisiging                                                                              | 1900-1931     |            |
| SK-A-3507        | Willem de Zwart        | Kaïn en Abel                                                                               | 1900-1931     |            |
| SK-A-3366        | Willem de Zwart        | De verdelging van Sodom en Gomorra                                                         | 1900-1931     |            |
| SK-A-3506        | Willem de Zwart        | De verdrijving uit het paradijs                                                            | 1900-1931     |            |
| SK-C-1681        | Willem de Zwart        | De Wagenbrug in Den Haag                                                                   | 1885-1895     |            |
| SK-A-2834        | Cornelis van Zwieten   | Heuvellandschap met boerenwoning                                                           | 1653          |            |